# رضا درويشي
رضا درويشي (بالفارسية: رضا درویشی) هو لاعب كرة قدم إيراني في مركز الوسط، ولد في 20 نوفمبر 1986 في صالحية في إيران. شارك مع منتخب إيران تحت 17 سنة لكرة القدم. أما مع النوادي، فقد لعب مع نادي فولاد خوزستان ونادي ملوان ونادي نفط مسجد سليمان.

## وصلات خارجية
- رضا درويشي على موقع قاعدة بيانات كرة القدم.إي يو (الإنجليزية)
- رضا درويشي على موقع Soccerway.com (الإنجليزية)